# 阿斯珀蒙特 (德克薩斯州)
阿斯珀蒙特（英語：Aspermont）是一個位於美國德克薩斯州斯通沃爾縣的城市。根據2010年美國人口普查，該地共人口919人，而該地的面積約為5.40平方千米。同時該地也是斯通沃爾縣的縣治。

## 地理
阿斯珀蒙特的座標為33°08′21″N 100°13′42″W / 33.13917°N 100.22833°W，而該地的平均海拔高度為543米（即1781英尺）。